# Dans le gris
Dans le gris – en allemand Im Grau – est un tableau réalisé par le peintre d'origine russe Vassily Kandinsky en 1919. D'un format horizontal, cette huile sur toile est une abstraction colorée sur fond gris, un motif dans le coin supérieur gauche de la composition justifiant le premier titre choisi par l'artiste, Peinture avec l'arc noir. Legs de Nina Kandinsky en 1981, l'œuvre est conservée au musée national d'Art moderne, à Paris, en France.